# Oospila semiviridis
Oospila semiviridis là một loài bướm đêm trong họ Geometridae.